# Wojciech Dzieduszycki (polityk)
Wojciech Dzieduszycki (ur. 13 lipca 1848 w Jezupolu, zm. 23 marca 1909 w Wiedniu) – polski hrabia, polityk, poseł IV, V, VI, VII, VIII i IX kadencji Sejmu Krajowego, filozof, eseista, historyk sztuki i pisarz (dramaturg, powieściopisarz oraz nowelista).

## Życiorys

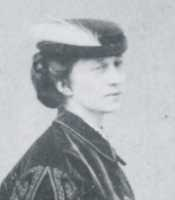
Matka, Antonina z Mazarakich

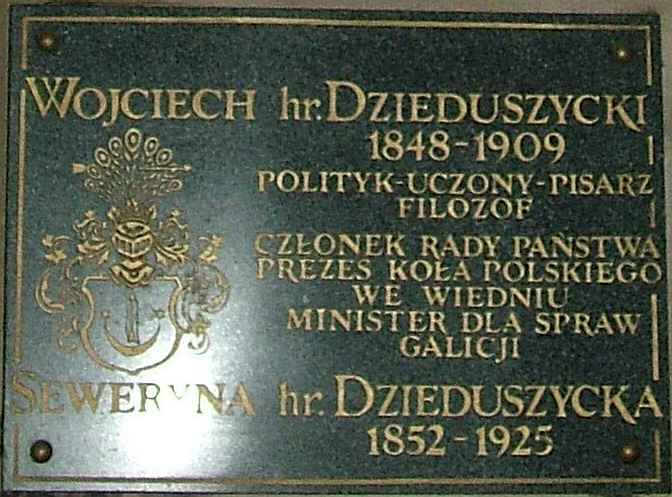
Katedra Łacińska we Lwowie – tablica pamiątkowa Wojciecha Dzieduszyckiego, autorstwa Janiny Grzybowskiej

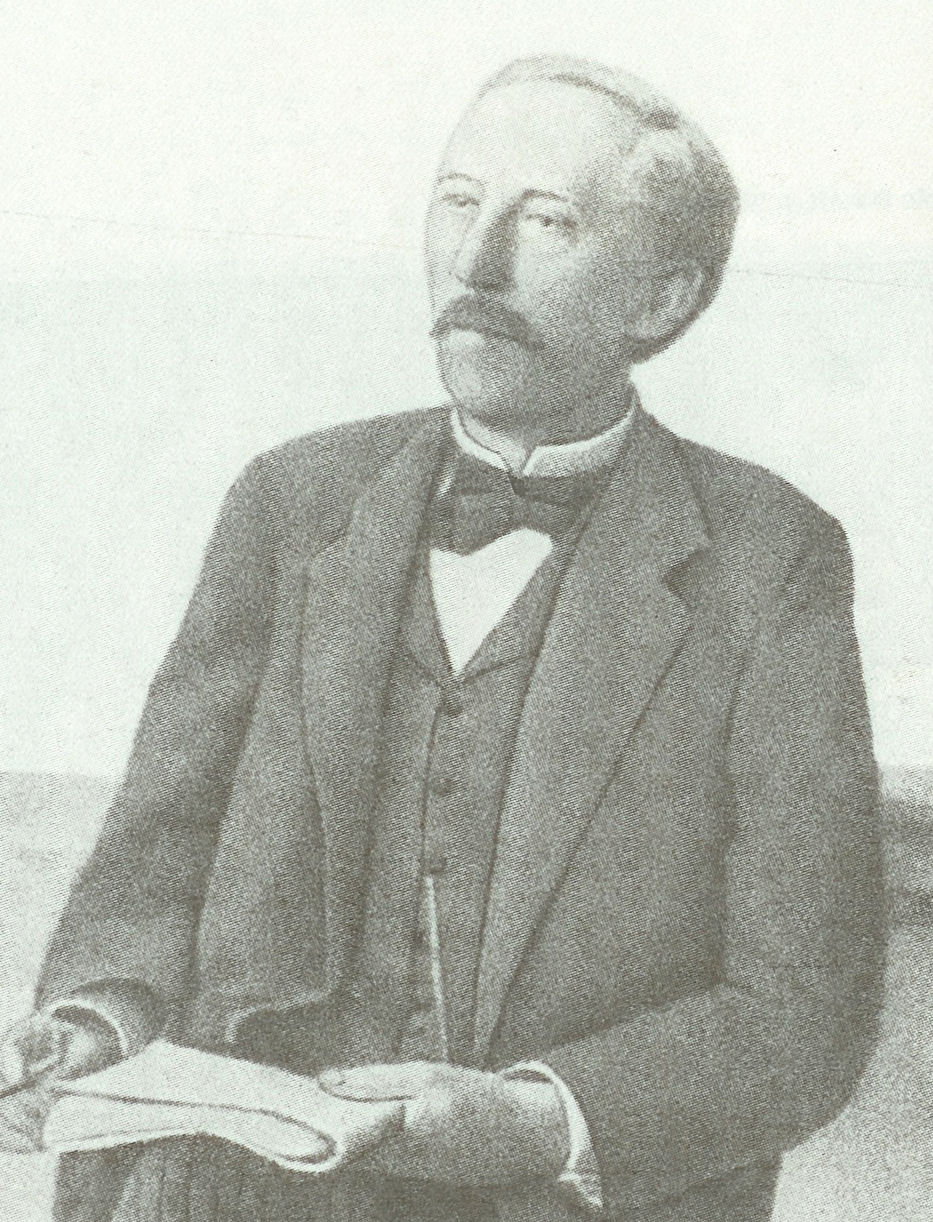
Wojciech Dzieduszycki

Konserwatysta, jednocześnie przeciwny polityce stańczyków, podolak, właściciel dóbr Jezupol koło Stanisławowa.
Studiował historię, filozofię i prawo na uniwersytetach we Lwowie i Wiedniu, gdzie w 1871 został doktorem filozofii. Od 1870 współpracował z periodykiem „Czas” oraz krakowskim „Krajem”. W 1872 debiutował beletryzowanym traktatem filozoficznym Władysław. Wielokrotnie podróżował, m.in. do Włoch i Grecji. Ostatnie lata życia spędził w Wiedniu. W 1907 odznaczony Orderem Korony Żelaznej I klasy.
Zmarł w Wiedniu, zwłoki przewieziono i pochowano w Jezupolu w grobowcu familijnym.

## Rodzina
Był synem hrabiego Władysława herbu Sas i Antoniny z Mazarakich herbu Newlin ze Strutynia. Obydwie rodziny – ze strony ojca i matki należały do elity galicyjskiego ziemiaństwa (były już ze sobą wcześniej skoligacone – macochą hr. Władysława była Klaudia z Mazarakich, siostra jego żony Antoniny), posiadających swoje rozległe dobra w okolicach Stanisławowa, lecz mocno związanych z Lwowem.
Wojciech Dzieduszycki ożenił się w 1873 z kuzynką, hrabianką Seweryną Dzieduszycką, córką Aleksandra, i osiadł we wsi Olszanica w powiecie tłumackim. Miał z nią m.in. syna Władysława Jakuba i córkę Antoninę (po mężu Konradową Łuszczewską).

## Kariera polityczna
Odegrał wybitną rolę w życiu politycznym zaboru austriackiego, jako jeden z przywódców partii konserwatywnej.
- Od 1876 poseł do Sejmu Krajowego Galicji, zwolennik ugody z Rusinami.
- 1879–1885 (VI kadencja), 1886[4]–1887[5] (VII kadencja, z I kurii w okręgu wyborczym Stanisławów–Bohorodczany–Tłumacz–Buczacz) i ponownie od 1895 poseł do parlamentu austriackiego, jeden z przywódców Koła Polskiego i od 17 listopada 1904 do 1906 jego regimentarz (prezes)[6]. Zwolennik zasady decentralizacji i praw narodów monarchii austro-węgierskiej.
- Od 1887 – członek korespondent Akademii Umiejętności.
- Od 1896 – profesor historii filozofii i estetyki Uniwersytetu Lwowskiego, gdzie cieszył się wielką popularnością wśród młodzieży.
- W 1898 otrzymał tytuł tajnego radcy[7][8].
- VI 1906–1907 minister dla Galicji w gabinecie barona Becka[9].

## Poglądy filozoficzne
Jako filozof pozostawał pod wpływem Kanta, ale starał się spod tego wpływu wyemancypować przy pomocy filozofii Kartezjusza. Używając metody psychologicznej, wychodząc od człowieka i przyjmując fakt samowiedzy jako pierwotny, doszedł do pojęcia Boga, które później wciągnął w zakres teorii poznania. Usiłował wykazać, że istnieje ścisły związek między duchem ludzkim a Bogiem, jako niezbędnym dla człowieka warunkiem poznania siebie samego, jak i świata zewnętrznego. W poglądach poznawczych Dzieduszyckiego wyróżnić można szereg różnych pierwiastków: racjonalny, empiryczny, intuicyjny i pragmatyczny. Był znakomitym mówcą i prelegentem.

## Wybrane publikacje
- Władysław (1872)
- Bohdan Chmielnicki (1873)
- Ateny (1878)
- Aurelian (1879)
- Studia estetyczne (1878–1890)
- Baśń nad baśniami (1889)
- Listy ze wsi (1889–1890, 2 tomy)
- Anioł (1892)
- Roztrząsania filozoficzne o podstawach pewności ludzkiej (1892)
- Historia malarstwa we Włoszech (1892)
- O wiedzy ludzkiej (1896)
- Dokąd nam iść wypada (1910)
- Historia filozofii (1914)

Tłumaczył także dzieła Sofoklesa i Szekspira.